# Ralph Verney (5e baronnet)
Ralph Bruce Verney, 5e baronnet, (18 janvier 1915 - 17 août 2001) est un officier de l'armée britannique, homme politique local et propriétaire terrien, qui est président du Conseil de conservation de la nature de 1980 à 1983.

## Biographie
Verney est le fils de Harry Verney (4e baronnet) et de Rachel Catherine Bruce, la fille de Victor Bruce (9e comte d'Elgin). Il fait ses études à la Canford School et au Balliol College, à Oxford, d'où il obtient son diplôme en 1937. Il entame alors sa formation d'expert-comptable.
Après le déclenchement de la Seconde Guerre mondiale, en 1940, il est nommé au Royal Buckinghamshire Yeomanry. Il sert comme instructeur à Catterick Garrison et est ensuite déployé en Inde avec le Berkshire Yeomanry. Il participe activement à la libération de la Malaisie britannique en 1945. Il termine la guerre avec le grade de major.
Après son retour d'Extrême-Orient, Verney entame un important projet de restauration de son siège familial, Claydon House, qui a été occupé par des écoles pendant la guerre. En 1957, il offre la maison et le domaine de 7 000 acres au National Trust, étant entendu que lui et sa famille pourraient toujours vivre sur la propriété. Entre 1960 et 1996, Verney est président du Radcliffe Trust.
En 1980, il devient président du Nature Conservancy Council et utilise le NCC pour promouvoir la désignation de quelque 4 000 sites comme « sites d'intérêt scientifique spécial » en vertu de la Wildlife and Countryside Act 1981, souvent contre l'opposition des agriculteurs et d'autres parties intéressées. L'impopularité de Verney parmi certains membres de l'élément terrien du Parti conservateur entraine sa non-reconduction dans ses fonctions par le gouvernement lorsque son mandat expire en 1983.
Pendant 30 ans, Verney est administrateur du Ernest Cook Trust. Il est membre du conseil du comté de Buckinghamshire et est étroitement impliqué à la fois dans la planification de la nouvelle ville de Milton Keynes et dans la création d'une zone de beauté naturelle exceptionnelle dans les Chilterns. Il est haut shérif du Buckinghamshire en 1957, lieutenant adjoint du comté de 1960 à 1965 et occupe le poste de vice-lord-lieutenant du Buckinghamshire entre 1965 et 1984. Il est grand intendant de Buckingham en 1966 et investi en tant que chevalier commandeur de l'Ordre de l'Empire britannique en 1974. La même année, il succède à son père comme baronnet.
Il épouse Mary Vestey, fille de Percy Charles Vestey et Dorothy Emmeline Johnston, le 7 juillet 1948. Ensemble, ils ont quatre enfants.